# سووتسه (استان اوپوله)
سووتسه (به لهستانی: Sołtysy) یک منطقهٔ مسکونی در لهستان است که در گمینا پراشکا واقع شده‌است.